# ウスパルタ県
ウスパルタ県（ウスパルタけん、トルコ語: Isparta ili）はトルコ南部、地中海地方の県。県都はウスパルタ。北部にアフィヨン、東部にコンヤ、南部にアンタルヤ、西部にブルドゥルと接している。
この県の生産品としては林檎、スミノミザクラ、ブドウ、バラとバラ製品、絨毯などがよく知られている。ウルボルルと言う地域は非常に肥沃である。

## 市町村
この県には13の下位自治体がある。
- ウスパルタ（Isparta）
- アクス（Aksu）
- アタベイ（Atabey）
- エイルディル（Eğirdir）
- ゲレンドスト（Gelendost）
- ギョネン（Gönen）
- ケチボルル（Keçiborlu）
- セニルケント（Senirkent）
- シュトチュレル（Sütçüler）
- シャルキカラーアチュ（Şarkikaraağaç）
- ウルボルル（英語版）（Uluborlu）
- ヤルヴァチュ（Yalvaç）
- イェニシャルバデムリ（Yenişarbademli）